# Pınaryayla, Adıyaman
Pınaryayla là một xã thuộc thành phố Adıyaman, tỉnh Adıyaman, Thổ Nhĩ Kỳ. Dân số thời điểm năm 2011 là 976 người.